# Università degli Studi Niccolò Cusano
Università degli Studi Niccolò Cusano (UNICUSANO) (dansk: Universitet Niccolò Cusano) er et universitet beliggende i Rom (Via don Carlo Gnocchi 3), Italien. Det blev grundlagt i 2006.
I dag består universitetet af 6 fakulteter.

## Fakultetet
- Economy
- Law
- Science Statskundskab
- Science Education
- Psykologi
- Engineering

## Rektor
- Sebastiano Scarcella (2006-2010)
- Giovanni Puoti (2010- )

## Fodnoter
1. ↑  Anagrafe studenti MIUR
2. ↑  "Business people". Arkiveret fra originalen 14. maj 2013. Hentet 30. september 2012.
3. ↑  "Freeonline". Arkiveret fra originalen 24. september 2012. Hentet 30. september 2012.